# Arrierreka
El arroyo de Arrierreka, también llamado Garai erreka o simplemente Arrie, corre por los municipios  vizcaínos de Berriz, Garay y Abadiano, en el  País Vasco, España. Tiene poco más de 4 km de longitud y fluye en sentido norte-sur por la ladera de sur del monte Oiz desembocando en el río Zaldu el cual, poco más adelante, junto con el Astolako erreka forman el Ibaizabal, el principal río de Vizcaya, que la atraviesa de este a oeste, desde los límites con Guipúzcoa a la ría de Bilbao en la que confluye junto al río Nervión.
Arrierreka toma interés por las características de su orografía de fuerte pendiente que ha permitido la explotación hidráulica del pequeño arroyo en el transcurso del tiempo y conformado un relevante, históricamente hablando, patrimonio industrial y etnográfico.
Los escasos 5 kilómetros de longitud de la pequeña cuenca del Arrierreka mantiene una ocupación territorial y paisajística basada en el caserío disperso. En ella no se hallan núcleos urbanos relevantes, únicamente el barrio de Sarria de Berriz ya en su parte baja y la localidad de Garay que, en su parte media se adentra en la ladera oeste de la cuenca con alguna construcción.
La explotación hidráulica del Arrieketa, principal fuente de energía para movimiento de las maquinarias de los molinos y ferrerías primero y luego para la generación de electricidad, es lo que hace relevante el río y su cuenca. En escasos 2.500 metros, llegó a haber diez centrales hidroeléctricas de las cuales, en el año 2022, solo se mantenía en activo una de ellas, la de Patala. y un buen número de molinos en servicio. El área está  propuesta para la  calificación como Conjunto Monumental que, en 11 áreas, contiene 22 elementos relevantes que  conforman un tejido complejo y muy rico, que convierten esta zona en un paisaje industrial de enorme interés.

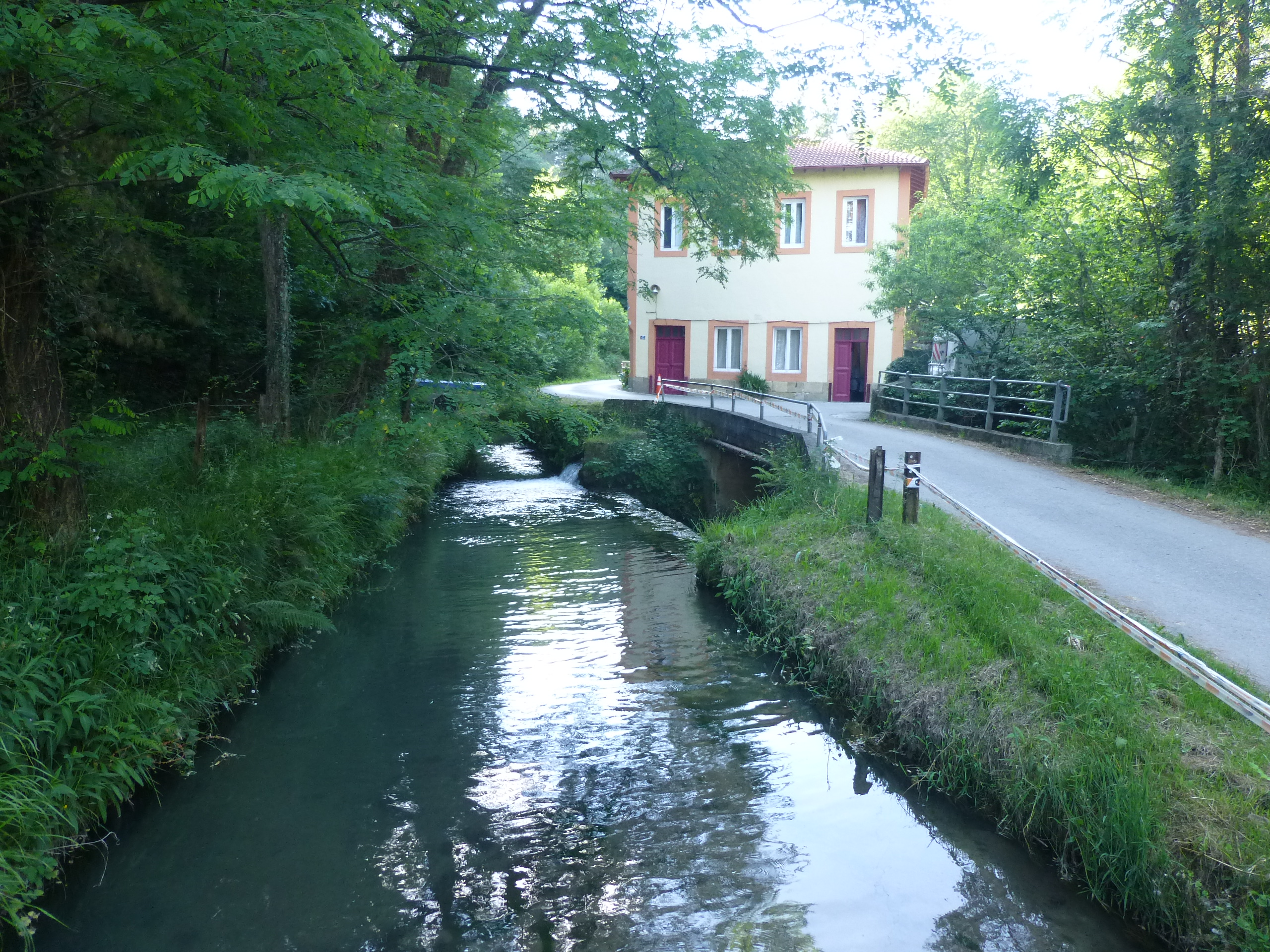
Cámara de carga de la central de Berasaluce-Ortueta y edificio de la central de Patala.

## Características
El arroyo Arrierreka tiene una longitud de 4.300 metros que recorre desde la cota de 700 metros sobre el nivel del mar donde se forma, hasta la de 125 metros sobre el nivel del mar cuando desagua en el Zaldu. Ocupa una cuenca de 43,5 ha. Se forma por la conjunción de los arroyos Zazpietxeta erreka, Alkenkonta erreka, Arlabar erreka y Garai erreka, luego recibe por la izquierda al Txopeniturri y poco antes de encontrarse con el San Cristóbal erreka o Azolaereka ya en el barrio de Lebario de Abadiño, donde desemboca en el río Zaldu erreka procedente de Zaldívar.  A su entrada en Abadiño, por el barrio de Guerediaga, se le conoce también con el nombre de Armiñerreka.
La calidad del agua y del ecosistema que forma es buena conservandose abundante vegetación sobre piedras húmedas. En su parte final, ya en la llanura fluvial que se forma en el valle del Zaldu, sufre una fuerte intervención al pasar por el recinto industrial de Lebario, atravesando los talleres y cocheras de EuskoTren y luego el polígono industrial de Lebario desembocando en el Zaldu erreka.
La explotación industrial de recurso se ha realizado sin destruir los estratos preexistentes, conformando un paisaje característico. La instalaciones preindustriales, molinos y ferrerías en las que se elaboraba hierro en bruto y en planchas, fueron migrando su actividad inicial a la generación el eléctrica manteniendo partes  fundamentales de las estructuras anteriores. Destaca el establecimiento, en 1779 en Erroteta, de la primera fábrica de papel del País Vasco. La actividad ferrona se mantuvo hasta la crisis de la siderurgia tradicional en el siglo XIX debida al nacimiento de los altos hornos como nuevas formas de producción del hierro. Algunas de ellas se transformaron en herrerías o manufactureras de productos de hierro.
Fue en el siglo XVIII donde la actividad en el valle del Arrierreka fue mayor, aparte de los molinos, las ferrerías mayores elaboraba el hierro en bruto, como en Lebario, o en planchas, como en Esterripa, que se mandaban a herrerías y ferrerías menores como las existentes en Ochandiano o Durango que producían producto de la manufactura del hierro. Se estima que también se llegó a dedicar parte de la producción a la exportación. Tras la aparición de los  altos hornos, las ferrerías mayores fueron migrando a ferrerías menores y fraguas que producirán productos elaborados como clavos, aperos de labranza, martinetes, sartenes o calderos. Esta industria movía una gran cantidad de recurso y era una fuente de riqueza, no solo por la elaboración de sus productos, sino por los insumos necesarios para ello, por ejemplo en el siglo XVIII en la anteiglesia de Berriz la venta de carbón vegetal a las ferrerías una de las principales fuentes de ingresos para el consistorio que salía de los montes comunales.
Desde el inicio de la captación de aguas en Urzulo,  para servir a la central de Patala y de las turbinadas en esta para dar servicio a la de Alzola-Mendizabal, situada a 650 m aguas abajo, se da comienzo a una sucesión de ingenios que, cada uno, aprovecha el agua vertida por el anterior creando una sucesión de elementos productivos que se unen mediante un auténtico encadenamiento de depósitos, tuberías y presas que se sucede, sin solución de continuidad, hasta llegar a la ferrería-central de Lebario, ya en el río Zalduerreka.
La fuerza motriz hidráulica, a la que se llegó a llamar "hulla blanca", fue fundamental para el desarrollo industrial fruto de la Revolución Industrial en el País Vasco, donde la existencia del carbón era escasa. La zona de Arrierreka ha sido históricamente un área de aprovechamiento de la energía hidráulica, hay ferrerías documentadas ya en el siglo XVI aunque se estima que ya había ingenios hidráulicos en el siglo XIII, y ha mantenido la actividad de la molienda de trigo y maíz hasta el año 2010 en que el molino Anporta dejó de dar servicio, en cuanto a la generación de  energía eléctrica se mantuvieron en producción varias centrales  hasta mediados del siglo XX, en 1957 se mantenían activas seis centrales hidroeléctricas que se fueron abandonando hasta que en los primeros años del siglo XXI, en 2022, solo estaba funcionando la central de  Patala con una potencia instalada  de 882 kVA constituida por dos grupos de 316 kVA y uno de 250 kVA. En el cierre de las instalaciones generadoras influyó el desarrollo de la red de distribución de energía eléctrica y  el surgimiento predominante de la empresa Iberduero que adquirió estatus de monopolio en el sector. La captación de agua para el consumo humano, realizada por el ayuntamiento de Durango, hizo que algunos molinos tuvieran que parar su actividad por falta del recurso hidráulico.

## Valores del conjunto
El arroyo de Arrierreka reúne una serie de valores propios que complementan y adquieren mayor interés al analizar también en su individualidad las once áreas que lo componen. Conforma un Paisaje Cultural que muestra altos valores paisajísticos, habitacionales y productivos representativos del proceso evolutivo en el País Vasco.
A lo largo del cauce del Arrierreka es posible apreciar y visualizar la evolución del paisaje y de sus usos desde la etapa preindustrial a la moderna, abarcando un periodo temporal que va desde el siglo XV hasta el XXI. Se conservan en buen estado, aunque ya dedicados a otros usos, edificios de ferrerías y molinos y las infraestructuras hidráulicas asociadas a los mismos. Incluso hay instalaciones que se mantienen en uso o en perfecto estado de funcionamiento, como la central de Patala o el molino de Anporta. Es destacable el proceso de reforma que se ha ido dando en el tiempo según las necesidades de cada momento. Como de los antiguos molino se pasa a las ferrerías para la producción de hierro y de ellas a la producción de energía eléctrica con intentos renovadores como la fábrica de papel de Erroteta, siempre con el nexo común del aprovechamiento de la capacidad hidráulica del río y su participación en el desarrollo de la  industrialización del territorio.
Desde el punto de vista arquitectónico-morfológico hay toda una serie de elementos paradigmáticos de arquitectura tradicional del país, estructuras lígneas y muros de carga de mampostería, con cubiertas a dos aguas. La utilización de la sillería en construcciones de los túneles hidráulicos y de desagüe, o en los remates de las fachadas. Todo ello en buen estado de conservación, aún en aquellas instalaciones ya arruinadas doden es posible su apreciación. También es reseñable la adaptación a los nuevos estilos como ocurre el la central de Patala o la de Errotatxu o Olazarra.
El conjunto de la vertiente del Arrierreka muestra de forma destacada y clara todos los elementos que intervienen en el proceso productivo relacionado con el aprovechamiento de la energía hidráulica, lo que permite interpretar de forma sencilla el mismo a lo largo del tiempo. Así mismo la interferencia en la formación del paisaje y la integración de los diferentes procesos de los diferentes sectores, donde quedan integrados y entrecruzados procesos del sector primario con el del sector secundario o industrial e incluso de servicios.  Se observa diferentes estadios de las instalaciones, desde las ruinas, como pueden ser las ferrerías Errotatxu y Erroteta, las instalaciones fuera de uso como las centrales hidroeléctricas de Olazarra y Errotatxu o la central de Patala aún en producción o los molinos de Anporta o Errotabarri que están en estado de uso.
Las áreas de la Central de Patala, Central Alzola-Mendizabal, Central de Olazarra y conjunto de Erroteta tienen un alto valor patrimonial al mantener la maquinaria de generación eléctrica y la infraestructura hidráulica en buen estado lo que les da un alto valor histórico-tecnológico con elementos pioneros en la generación eléctrica que datan de principios del siglo XX y mediados del mismo. Todo, con el hecho que una de las centrales está en activo,  ello le da un alto valor de interpretación y donde se muestra el paso del ingenio preindustrial, de la ferrería o el molino, al industrial, la central hidroeléctrica y el paso intermedio de la fábrica de papel de Erroteta constituida ya en el siglo XVIII, donde se muestra la transición completa.
En los conjuntos de la ferrería-central de Olabarri, la ferrería de Esterripa y el molino de Anporta se da el alto valor cultural del paisaje y del mantenimiento del patrimonio preindustrial, ferrerías que en el contexto de la crisis de la siderurgia tradicional se transforman en céntrales eléctricas, aunque en el caso de estas ferrerías la alteración de sus infraestructuras hidráulicas les resta interés. Lo contrario ocurre con el molino de Anporta  que mantuvo su actividad hasta el año 2010, permaneciendo en perfecto estado de uso lo que hace de él un elemento interpretativo de primer orden.
Los molinos de Errotabarri, Bolunzar y Ugarte destacan por su valor ambiental en el contexto del paisaje siendo ejemplo de la concentración de instalaciones industriales y preindustriales; probablemente la más intensa de Vizcaya y una de las más destacadas del País Vasco. La conservación de sus instalaciones, en la mayoría de los casos en condiciones de uso, y la calidad de las mismas, como ocurre en los casos de Bolunzar y Ugarte, les da a estas instalaciones un alto valor etnográfico y morfológico.

### Figuras de protección

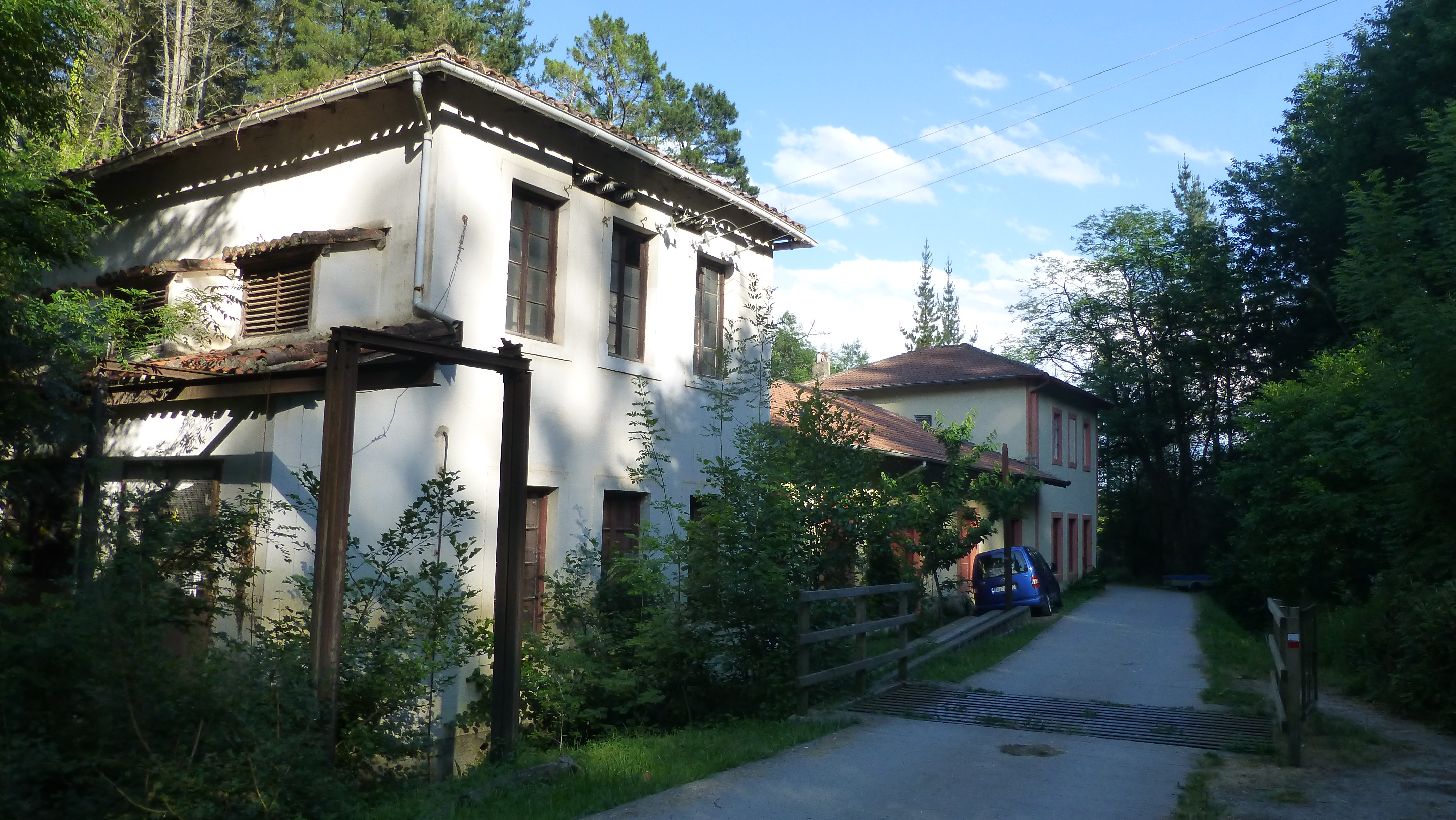
Central de Patala.

La mayor parte de la superficie de la cuenca del Arrierreka se encuentra en suelo no urbanizable destinado al uso agroganadero y de campiña, solo el barrio de Sarria de Berriz es de uso residencial y  los espacios de Lebario en Abadiño que son de uso industrial. La parte alta del cauce, incluyendo los arroyos Urzulo y Arlaban, está calificadas como zonas de especial protección. Las áreas situadas a 15 meros del cauce están afectadas por la protección de aguas superficiales.
El ayuntamiento de Berriz clasificó en las normas subsidiarias, aprobadas el 16 de septiembre de 1997 a todo el conjunto industrial de Arria  como de "conservación integral". En dicho conjunto incluye los siguientes elementos:
- Ruinas de la ferrería de Olazarra

- Central eléctrica de Olazarra

- Central eléctrica de Errotatxu

- Central eléctrica de Patala

- Molino de Erroteta

- Molino de Arria

La  Torre de Arria tiene además la consideración de  Conservación integral y el caserío Erroteta de Conservación ambiental.
El ayuntamiento de Abadiño señala en las normas subsidiarias aprobadas en 1989, aunque sin especificar el grado de protección, al caserío  Esterripa y a la ferrería de Lebario.
El gobierno vasco en el departamento de patrimonio cultural las siguientes  Zonas de Presunción Arqueológica en la cuenca del Arrierreka:
- En Abadiño. Ferrería de Lebario. Área que ocupa el edificio y las instalaciones anexas al mismo (publicado en el BOPV n.º 1997099 el 25 de mayo de 1997)

- En Abadiño. Ferrería Esterripa. Área que ocupa el edificio y las instalaciones anexas al mismo (publicado en el BOPV n.º 1997099, 25 de mayo de 1997)

- En Berriz. Casa-torre de Arria. Área intramuros del edificio (publicado en el BOPV n.º 1996243, el 18 de diciembre de 1996)

- En Berriz. Ferrería de Arria. Área especificada en el plano (publicado en el BOPV n.º 1996243, el 18 de diciembre de 1996)

- En Berriz. Ferrería Olabarri. Área especificada en el plano (publicado en el BOPV n.º 1996243, el 18 de diciembre de 1996)

- En Berriz. Ferrería Olazarra. Área que ocupa el edificio y las instalaciones anexas al mismo (publicado en el BOPV n.º 1996243, el 18 de diciembre de 1996)

- En Berriz. Ferrería Erroteta. Área que ocupa el edificio y las instalaciones anexas al mismo (publicado en el BOPV n.º 1996243, el 18 de diciembre de 1996)

### Amenazas al patrimonio de Arrierreka

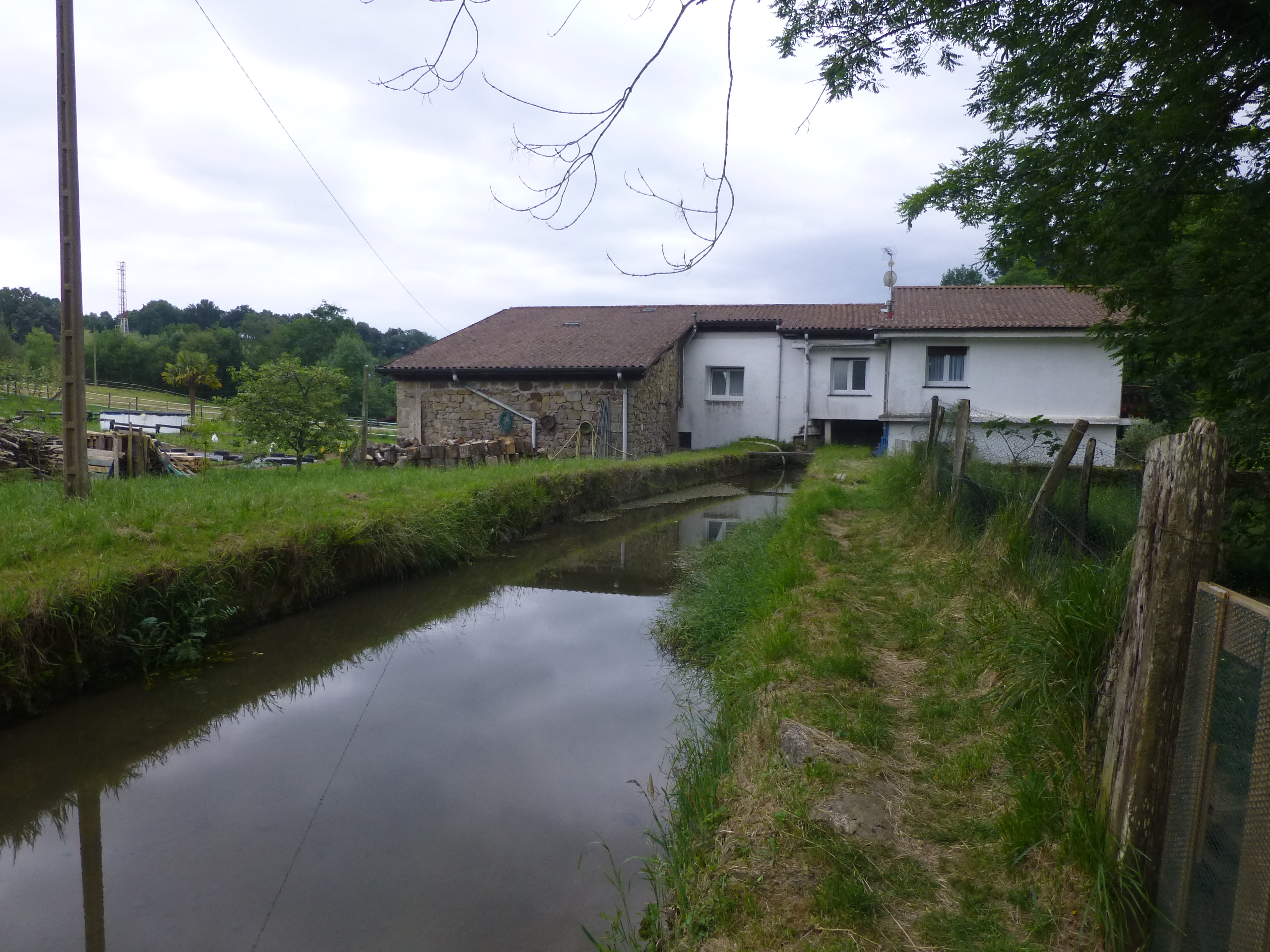
Atepara del molino Errotabarri.

El área de la cuenca del arroyo de Arrierreka  toma valor a la luz de la historia, cultura y la etnografía que se reflejan el aprovechamiento de los recursos naturales para el desarrollo humano, en este caso el agua para la obtención de energía. La Directiva Marco del Agua (DMA) de la Unión Europea regula los usos del agua mediante una reforma sustancial en la legislación. Esta directiva tiene como objetivo final el alcanzar un “buen estado” ecológico y químico de todas las aguas comunitarias así como,  desde un enfoque medioambiental, el prevenir el deterioro de las masas de agua, mantener y recuperar los ecosistemas y el prevenir inundaciones y sequías.
La Agencia Vasca del Agua (URA) desarrolló un “Proyecto de Plan Hidrológico de las Cuencas Internas del País Vasco” entre las cuales está recogida la cuenca del Arrierreka. En dicho plan se plantea el derribo de aquellas presas cuyas concesiones de aprovechamiento del agua hayan caducado. Las actuaciones prevista, marcadamente naturalistas y alejadas de la actuación humana y la creación del paisaje, son una amenaza para el significado y valor del área y del paisaje conformado por el uso continuado de los recursos naturales por el hombre, en una manifiesta contradicción entre la protección del patrimonio natural y el cultural.

## Elementos
En el conjunto industrial de Arriaerreka  se distinguen once áreas en las que se agrupan los distintos elementos patrimoniales. Cada una de estas áreas nos permiten tener una visión de las relaciones productivas y espaciales que podemos identificar y analizar de forma particular, aunque también,  la sucesión de unidades productivas crea una concatenación, un espacio continuo que permite interpretar y valorar las áreas en su conjunto.
La importancia del interés conjunto y del paisaje industrial  de toda el área del Arrierreka hace que instalaciones que, aisladamente, carecerían de interés o tendrían únicamente un valor local-comarcal adquieran mayor relevancia al ser analizadas como parte de un paisaje cultural de tipo industrial, que las contextualiza y dota de sentido.
Todo el conjunto del Arrierreka se inicia con las instalaciones de captación de agua de Urzulo, de donde parten los saltos que alimenta la central de Patala. Tras ellos hay un gran número de elementos que se han ido creando, estableciendo y desapareciendo a lo largo del tiempo. De algunos de ellos solo hay datos documentales mientras otros se mantienen en producción y uso. Los elementos principales son:

### Molino y caserío Arria
Ubicado en el límite con  Garay es caserío Arria, actualmente muy reformado, guarda trazas de la casa-torre, palacio y molino que fue en otros tiempos. Posee sólidos muros de mampostería con remates en sillería de arenisca. La fachada conserva aún las pequeñas ventanas y un escudo de armas. Esta casa--torre aparece en el censo de 1704 en el que se señala que su propietario es Juan de Arria. Fue declarada zona de Zonas de Presunción Arqueológica  el 5 de mayo de 1997.

### Central hidroeléctrica de Amantegi-Uribarrena
De esta central hidroeléctrica, situada al comienzo del valle, solo han trascendido algunos restos de su edificación e infraestructura hidráulica que se conservan de forma parcial.

### Central hidroeléctrica de Patala y Patala txiki

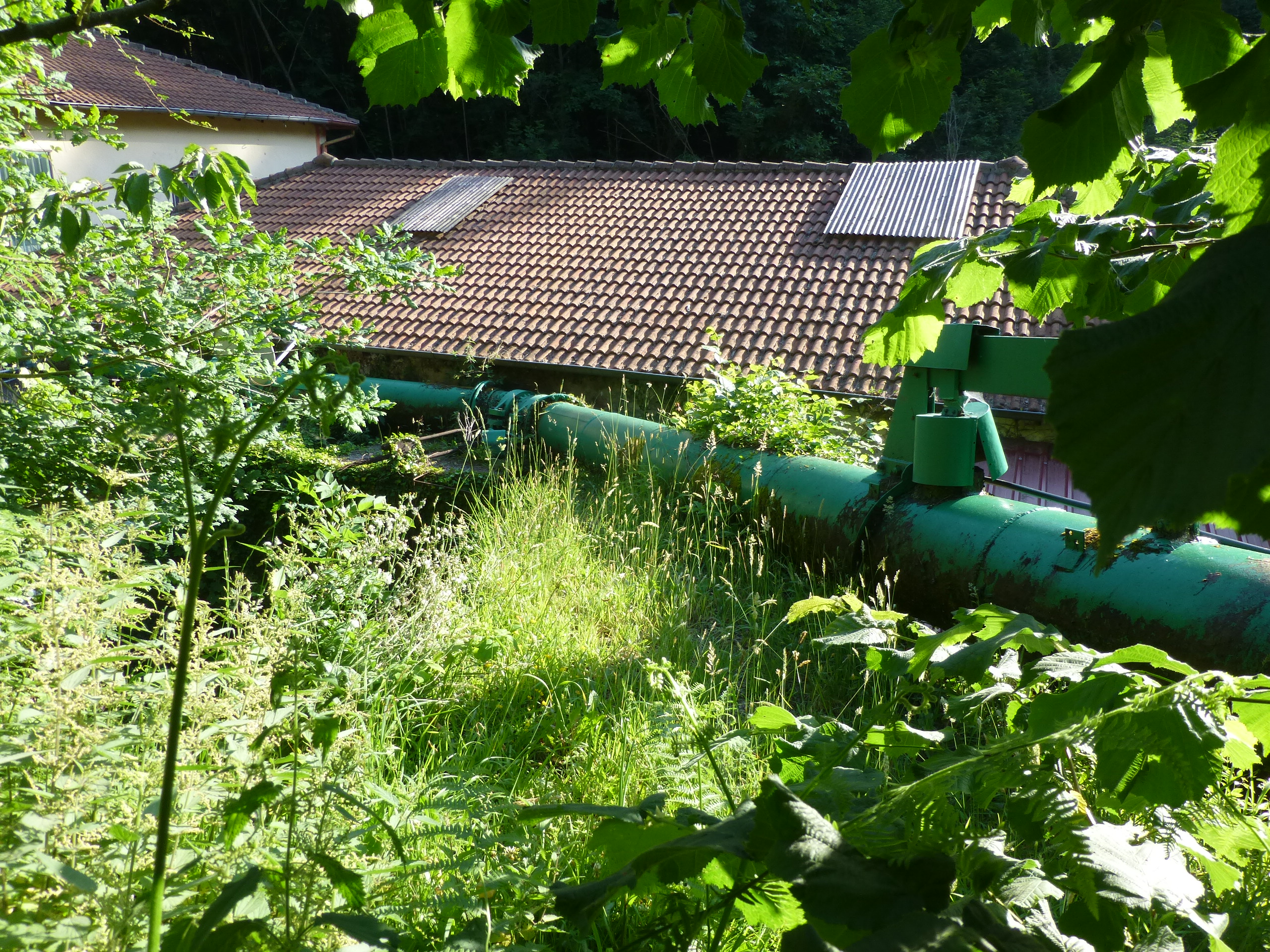
Central de Patala entrada del salto mayor.

La central hidroeléctrica de Patala se entró en funcionamiento el 5 de noviembre de 1909. El 7 de julio de 1899 la compañía del tranvía
Eléctrico de Bilbao-Durango-Arratia había conseguido la concesión para la explotación de una central hidroeléctrica destinada a su alimentación energética, también dio servicio para el alumbrado público de la cercana localidad de Durango y a diversas industrias de la zona. 
La central se distribuye en tres edificios diferentes y colindantes. El edificio central, donde se ubican los grupos generadores, es una nave rectangular de planta rectangular de 9 x 19 m, con cubierta a dos aguas. A la izquierda se levanta el edificio destinado al centro de transformación, que se construyó en 1950, y a la derecha el destinado a oficinas y viviendas. Estas dos edificaciones, que tienen una disposición simétrica, son sendas naves de 9 x 7 m, con dos plantas de altura y cubierta a cuatro aguas. El centro de transformación tiene un pequeño añadido a su izquierda con una cubierta a una agua y una estructura de grúa destinada al intercambio de las máquinas. Las dos naves originales están realizadas en un estilo industrial, con un zócalo de sillares sobre el que se levantan los muros de mampostería con los vanos y remates de los huecos en ladrillo. Los añadidos se realizaron en hormigón. La cubierta es todos ellos, de teja curva. Destaca la cuidada simetría en las fachadas y en los volúmenes de construcción. El conjunto presenta una sobria elegancia, de carácter más austero que el que frecuentemente se encuentra en construcciones dedicadas a usos industriales eléctricos en esa época.
La central se alimenta mediante dos saltos de agua que aprovechan los caudales de los arroyos Urtzillo, Arlaban y Akelkorta. Esta infraestructura hidráulica se sitúa en la zona conocida como "Urzulo" (literalmente en castellano, "agujero de agua") y se caracteriza por una serie de canales que recorren la ladera sur del monte Oiz horizontalmente interceptando los arroyos que fluyen por ella. Terminan en sendas infraestructuras que hacen las funciones de depósitos reguladores y cámaras de fuerza de donde parten la tuberías de carga que alimentan la central. Al lado de estos depósitos se han construido pequeñas edificaciones para labores de mantenimiento. Los depósitos, realizados en mampostería, se han recubierto con hormigón para la mejora de sus características. 
El salto mayor, que se nutre de las aguas de los arroyos Urzulo, que aporta unos 200 l/s y Arlaban, que aporta unos 40 l/s. Para el Arlaban  se ha realizado una canal de 595 metros de longitud con una altura de 6 metros, para el de Urzulo se dispone de un canal de 536 metros de longitud con una altura de 2 metros, ambos canales va recogiendo las aguas que escurren por ese lado de la ladera. El salto tiene un desnivel de 208 m y sirve un caudal de 240 l/s. La cámara de carga tiene unas dimensiones de 10 x 19 m y una profundidad de 3 m. sirviendo también como depósito regulador. La tubería forzada, de 500 mm de diámetros, recorre 1.315 metros y entra a la nave de máquinas por la parte trasera de la misma, cruzando por encima del camino mediante un arco de sillares y mampuesto. 
El salto menor, que se nutre de las aguas de los arroyos de  Ayastui y Artikoa, así como el sobrante del salta mayor,  tiene 140 metros de desnivel y sirve un caudal de 130 l/s. El canal tiene una longitud de 536 m de y una anchura que varía entre 1 y 2 m. este canal desemboca en una cámara de carga de 6 x 12 m y una profundidad de 2 m, hecha en mampostería con unas paredes de 1 metro de espesor. Las medidas de la cámara de carga hacen que realice también las funciones de   depósito regulador, a su lado se alza un pequeño edificio de planta cuadrada de 5 x 5 metros y con cubierta de a dos aguas para labores de mantenimiento. De la cámara de carga parte la tubería forzada que conduce a la central. Este tubo está realizado en chapas de acero  conformadas y unidas mediante roblones, recorre 695 metros y su diámetro es de 400 mm. La tubería entra a la central generadora por la parte trasera de la nave de máquinas.
La obra hidráulica se completa con el canal de desagüe pasa por debajo de la edificación y desemboca en el arrollo Arrierreka y en una cámara de carga para dar servicio a la central  Errotatxu situada a pocos cientos de metros aguas abajo.
El equipamiento técnico data de 1945 y en  1951 la central fue reformada y modernizada de forma integral para su conexión a la red eléctrica de distribución general (hasta entonces cada central disponía de su propia red de distribución). Se instalaron tres grupos de generación, dos de ellos de 316 kVA y otro de 250 kVA dando una ponencia total de  882 kVA. Los grupos de 316 KVA están movidos por el agua del salto mayor. Tienen sendas turbinas del  tipo Pelton de un solo inyector a las que van acopladas generadores asíncronos construidos por General Eléctrica Española. El tercer grupo generador, que se alimenta por el salto menor, está formado por una turbina Pelton de dos inyectores acoplada un generador similar a los anteriores.  Las turbinas son de la casa zaragozana  Utebo. El centro de transformación da una tensión de salida de hasta 13,0 kV aunque la salida nominal está fijada en 5.500 V. Ya a comienzos del siglo XX, se automatizó el servicio técnico por lo que se pudo prescindir de personal presencial, que hasta entonces residía en la vivienda de la que el complejo estaba dotado. Se conserva el teléfono original que comunicaba la central con las oficinas del Tranvía de Arratia.
El grado de conservación de estas instalaciones es óptimo, conservándose completos todos sus elementos. 
Al lado del edificio de la central de Patala, un poco aguas arriba, se levanta otro de reducidas dimensiones que albergó un pequeño grupo generador que se denominó "Patala Txiki" (Patala Pequeña) y estuvo en servicio hasta la década de 1970. Tanto la infraestructura hidráulica como la sala de máquinas se conservan de forma parcial.

### Molino de Errotatxu y central hidroeléctrica Alzola-Mendizabal

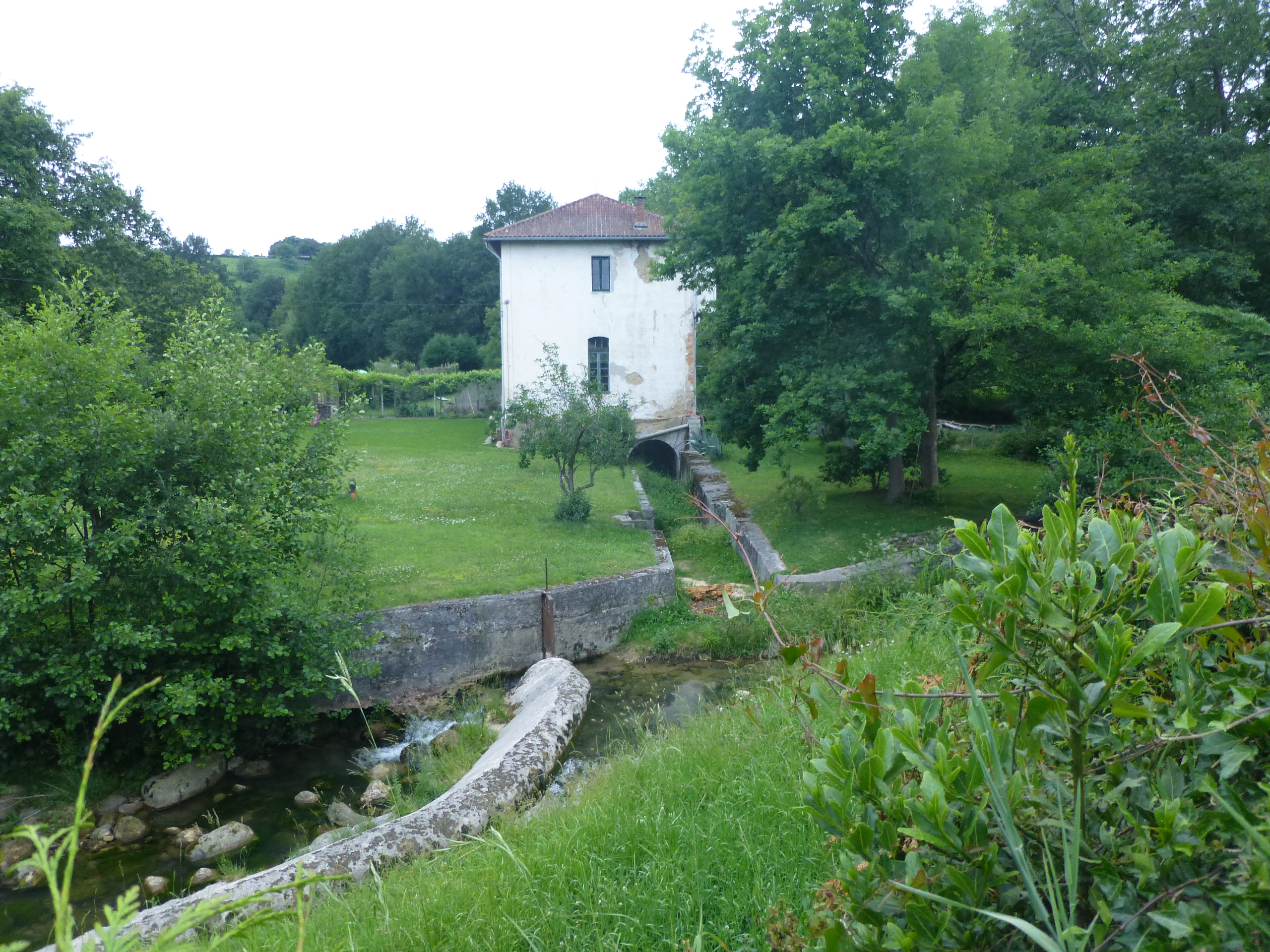
Central Alzola-Mendizabal, canal de desagüe.

Aguas abajo se encuentran las ruinas del molino y ferrería de Errotaxu cuyo grado de conservación es muy deficiente y de forma parcial tanto la infraestructura hidráulica como la casa de máquinas. Se aprecia la presa, antepara y traza del canal, así como restos del edificio de molienda.
Cerca de las antiguas instalaciones de Errotatxu se levanta el edificio de la central hidroeléctrica que construyó  tras la concesión otorgada en 18 de junio de 1903 al ingeniero Pablo Alzola que le permitía usar un caudal de 350 l/s para fines industriales y alimentaba varias instalaciones industriales mediante una línea de  3.415 de longitud, entre ellas la serrería Goiria, Fábrica de
Calzados Berrio, Ferretera Vizcaína, Fundiciones San Miguel, y la fábrica de Arregui. Dejó de funcionar en la década de 1970. En 1975 pasó a manos de la empresa duranguesa “Hijos de Mendizabal” y luego fue adquirida por el ayuntamiento de Durango que utiliza el caudal hidráulico para abastecimiento de agua potable a la villa. Este aprovechamiento hizo que algunas instalaciones molinera, como la cercana Errotabarri, no tuvieran suficiente caudal para realizar sus tareas y tuvieran que cerrar.
El depósito regulador y cámara de carga de Errotatxu está situado a pies de la central de Patala de la que recibe su agua turbinada, además de ella recibe aportaciones de las aguas recolectadas por una presa de 2 metros de altura hecha en mampostería que recoge aguas procedentes del río  Arlaban que vierte mediante un canal subterráneo al Arrierreka o Akerkorta.
El depósito regulador está realizado en mampostería y recubierto de hormigón, de él parte un canal de que lo desemboca en la cámara de carga de la que parte una tubería de forzada de 600 mm de diámetro realizada en chapa de acero que alimenta los dos grupos generadores de la central.  
El edificio un único volumen rectangular de dos plantas con cubierta a cuatro aguas en las que se ubica, en la manta baja y a doble altura, la sala de máquinas y sobre ella el piso destinado a vivienda. Bajo la sala de máquinas está parta de la infraestructura hidráulica con la sala de turbinas y el túnel de desagüe.

### Central hidroeléctrica Berasaluce-Ortueta y Cª
Construida en 1907 se mantuvo en funcionamiento hasta la década de 1970. Era un edificio de una altura que albergaba la vivienda para el operario y la sala de máquinas. Se conservan de ella la presa, la cámara de carga, el depósito de regulación y el cauce. Tanto la infraestructura hidráulica como la casa de máquinas se conservan de forma  parcial.

### Molino de  Errotabarri

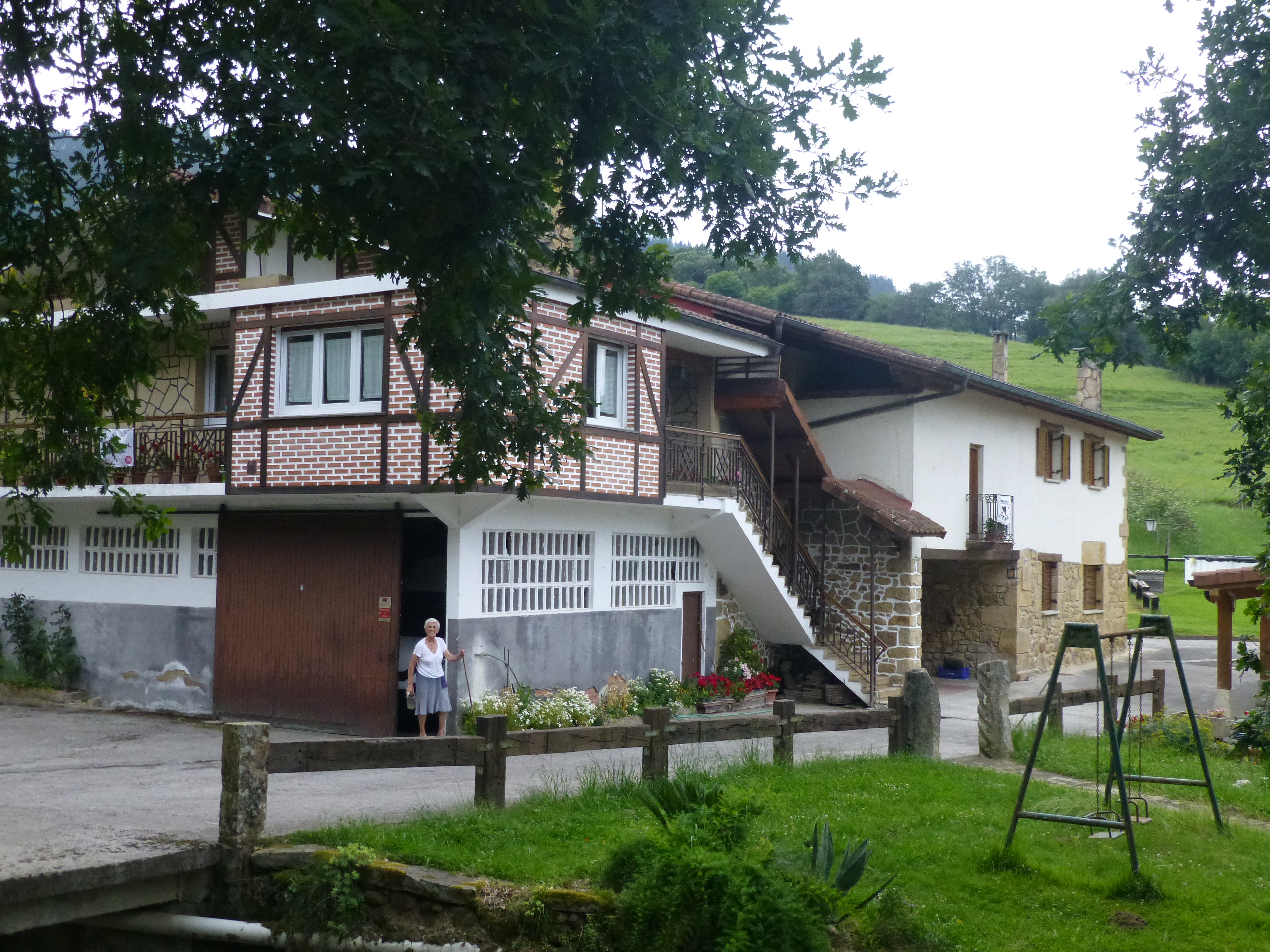
Molino Errotabarri.

Molino harinero con dos muelas, una para trigo y otra para maíz. Data de 1827 y estuvo dando servicio hasta la década de los años 1970 cuando, el ayuntamiento de Durango decide cerrar la central hidroeléctrica Alzola-Mendizabal y dedicar el caudal hidráulico para el suministro de agua potable a la localidad. La falta del recurso hidráulico impide que el molino pueda realizar su trabajo con regularidad. Antes de  cerrar los dueños adquirieron un sistema eléctrico para seguir dando servicio.
La instalación conserva toda la maquinaría en estado de uso y la infraestructura hidráulica, en la que destaca la antepara de grandes dimensiones.

### Molino de Bolunzar
Dentro del pequeño núcleo de Sarria se halla el molino Bolunzar, que ya aparece nombrado en 1704 como propiedad de Domingo Astolabeitia y de Domingo Astolabeitia. Bolunzar recibió anteriormente el nombre de "Bolua"  término que proviene de la  palabra latina molinum que se modificó a "bolinu" y luego a "bolu". Está en el censo de 1704 en el que figura que es propiedad de Juan de Ibargüen.
Mantiene la infraestructura hidráulica y la maquinaría en buenas condiciones de uso. Destaca la gran antepara que se ubica junto al camino principal que conforma el pequeño barrio de Sarria. Frente a ella, al otro lado del camino, hay una cruz de piedra que recuerda que este paso fue un "andabidea", el camino utilizado para llevar a los difuntos a la iglesia y al cementerio.

### Molino de Ugarte
Ugarteerrota, o molino de Ugarte, está situado en el centro del barrio de Sarria, a al derecha de la antigua escuela rural que la Diputación de Vizcaya construyó a principios del siglo XX. El caserío remodelado se ha convertido en una vivienda. Este molino aparece ya en la  fogarización de 1704 que señala como propietario a Juan de Sarriugarte.

### Conjunto ferro-papelero de Erroteta
Erroteta tiene una larga y variada historia siempre relacionada con la fuerza hidráulica. En sus inicios fue un molino  que pudo ser construido en el siglo XIII. A principio del siglo XVIII cuando pasó a manos de Martín de Asua quien convirtió las instalaciones en ferrería. En 1779  Fausto Antonio de Arriaga-Onaindia, descendiente y heredero de  Martín de Asua, transformó las instalaciones en un molino papelero, siendo la primera fábrica de papel del País Vasco. Se realizó bajo el impulso de la Real Sociedad Bascongada de Amigos del País que le otorgó una mención en 1781  y producía papel de estraza. Seis años después, en 1787, las instalaciones quedaron destruidas por una explosión en el almacén de pólvora.
A finales del siglo XIX principios del XX se convirtió en central hidroeléctrica. Conservación parcial de la infraestructura hidráulica y de la casa de máquinas. Fue declarada zona de Zonas de Presunción Arqueológica  el 5 de mayo de 1997. A principios del siglo XXI fue adquirido por el cantautor Xabier Castillo Miota "Xeberri", que lo restauró y convirtió en su vivienda, en septiembre de 2021 realizando una reparación  Xeberri cayó del tejado y murió.

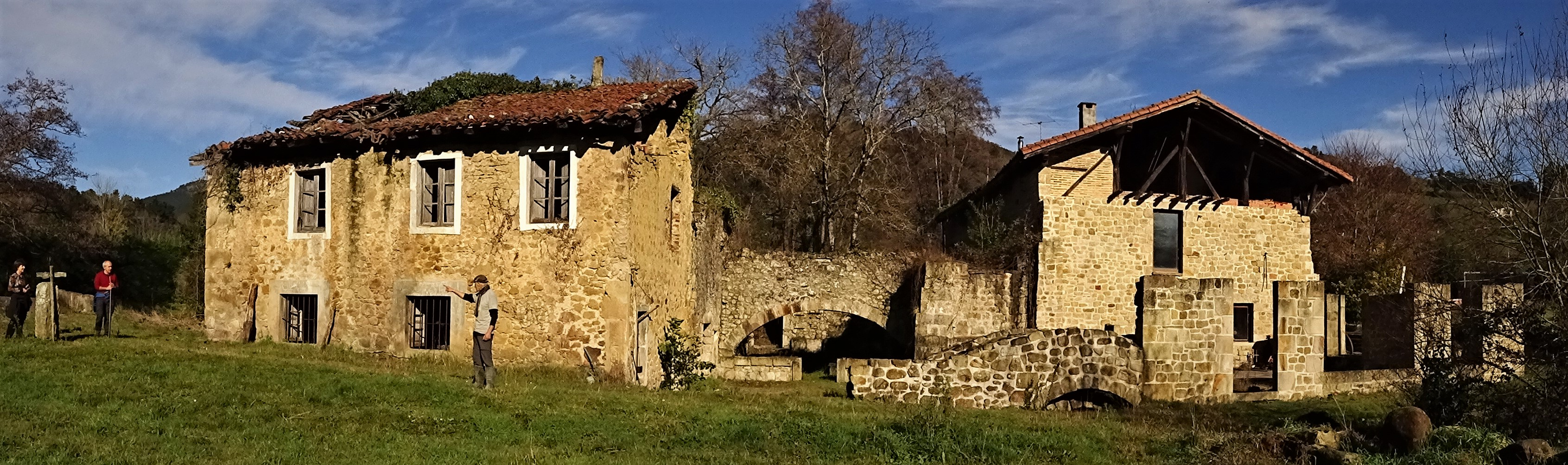
Errota de Xabier "Xeberri" (Foto cortesia de Txema Aretxabala, 2020)

### Ferrería y central eléctrica de Olazarra u Olazar
Ya en el barrio de Eitua, las primeras noticias documentadas de Olazarra u  Olazar, como también se la conoce, se remontan a la fogueración (censo) de 1745 en la que aparece como propietario de la misma el vecino de Durango Martin José Abarrategui que poseía también el molino vecino denominado "molino nuevo" o "errota berri". Se vuelve a nombrar en el recuento del año 1796. Fue una ferrería dedicada a la fabricación de sartenes y junto con las de Arria, Olabarri y Erroteta  fue de las últimas activas.  Conserva los muros perimetrales e interiores que permiten hacerse una idea de los espacios y sus usos. Al espacio donde se encontraba el horno se accede mediante un gran arco rebajado de sillería. Se conserva el túnel hidráulico hecho en sillería, es abovedado y tiene una altura de unos 5 metros. En 1897 se reconvirtió en central hidroeléctrica en una obra promovida por  Clemente Sarrionandia, que modificó el trazado hidráulico unificando las conducciones que alimentaban el molino y la ferrería en un salta de 14 metros de desnivel. Fue declarada zona de Zonas de Presunción Arqueológica  el 5 de mayo de 1997.

#### Central eléctrica Olazarra

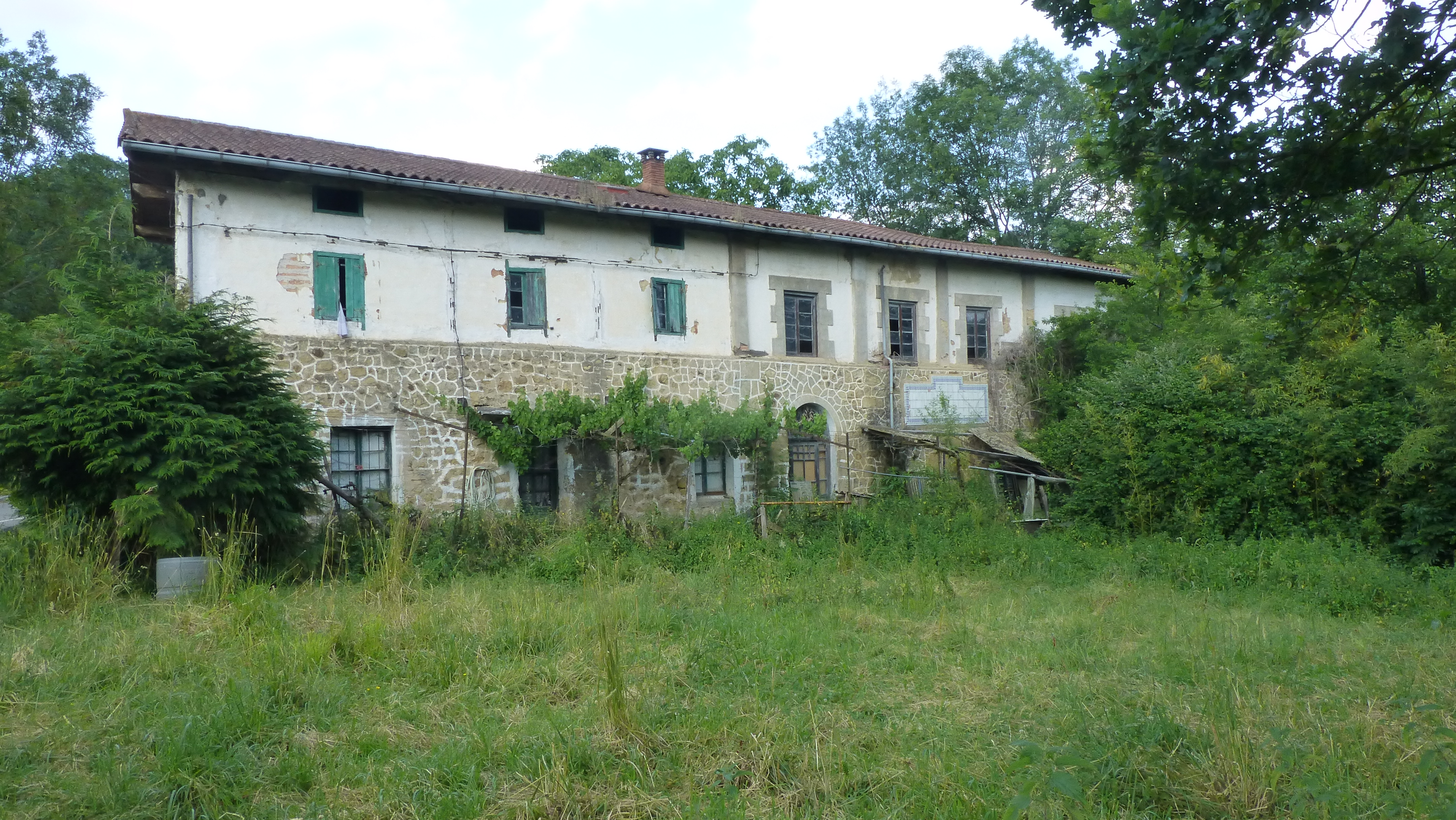
Central Olazarra.

En 1929  el ayuntamiento de Durango compró la serrería que se había construido un poco más abajo de la ferrería y construyó una central hidroeléctrica que  alimentada por ese mismo salto de agua. Esta central se destino al servicio de alumbrado público de esa localidad. Esta central hidroeléctrica fue reformada en 1951 con la finalidad de poderla conectar a la red general de distribución, se mantuvo en activo hasta la década de 1980. Inicialmente la línea de salida de la central se conectaba con la de Olabarri situada  a unos 250 m aguas abajo hasta un transformador situado en Durango. La línea tenía 2.819 metros de longitud y estaba apoyada en 63 postes.
La alimentación de esta infraestructura estaba constituida mediante una presa de frente recto de sillería que proveía de agua a un depósito regulador y cámara de carga del que partían las tuberías de carga que llegaban, enterradas, hasta la central. El edificio consta de dos cuerpos, el de la izquierda destinado a vivienda y el de la derecha a sala de máquinas. En la fachada principal hay un mosaico de azulejos con las leyenda "1929 OLAZARRA AYUNTAMIENTO DE DURANGO" y bajo él, también en azulejo, una virgen.
La central consta de dos grupos generadores, las turbinas son de la casa Voith y los alternadores Ahlemeyer y Boetticher y Navarro fabricados en 1928. Tanto la maquinaria como la infraestructura hidráulica están fuera de uso.

### Ferrería y central eléctrica de Olabarri
Situadas también en el barrio de Eitua, Olabarri estaba conectada con las de Erroteta y Olazarra mediante un camino carretero por donde pasaba el mineral de hierro. La instalación aparece en el censo de 1704 con el nombre de "casa Otalora-Olabarria con su ferrería" y en el de 1745 figura como propietario Joaquín Lejarza y en 1796 figura como propietaria Juana Eguía. El sacerdote e historiador Estanislao Jaime de Labayru y Goicoechea señala a finales del siglo XIX que esta ferrería había hecho sartenes y que se dedicaba a producir  varillas con cilindros nuevos y en chapas. De la antigua ferrería solo quedan la presa, el canal, la acequia y algunos vestigios de los muros. Fue declarada zona de Zonas de Presunción Arqueológica  el 5 de mayo de 1997.
En 1940 se utilizó toda su infraestructura hidráulica para realizar, en un edificio de nueva planta, una central hidroeléctrica que construyó el ayuntamiento de Durango.
El edificio de vivienda, que tiene su origen en una casa-torre, fue renovado a principios del siglo XXI manteniendo el estilo original. Destaca la entrada con escalera y porche de entrada con arco de medio punto. Mantiene algunas ventanas asaetadas correspondientes a periodo de su papel defensivo.

### Molino de Anporta

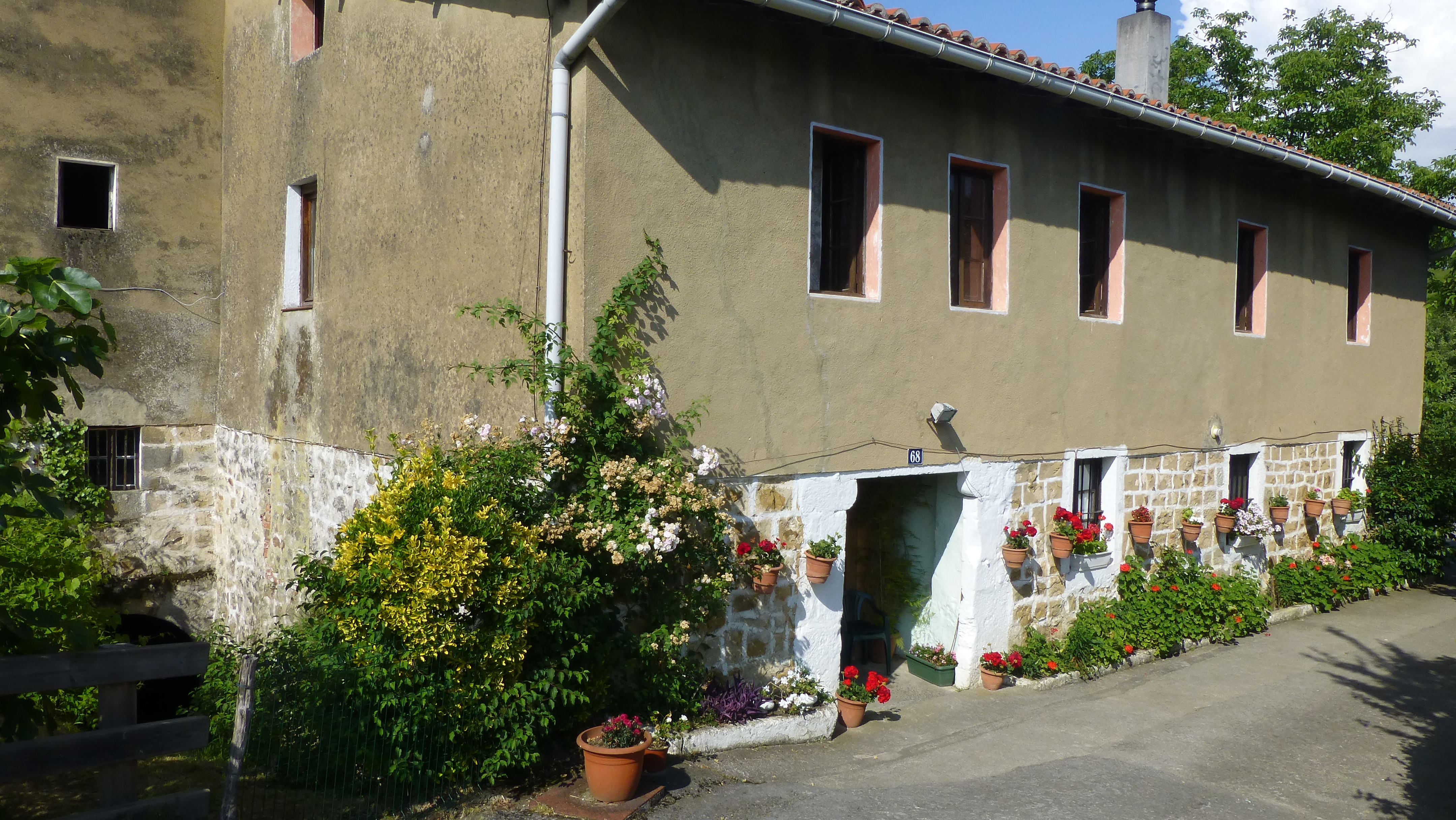
Molino Anporta.

El molino de Anporta mantuvo el servicio hasta el año 2010. Tiene tres muelas, una dedicada al trigo y dos al maíz. Sus propietarios lo mantienen en perfecto estado de funcionamiento. La infraestructura hidráulica, oculta desde el camino principal, se compone de una acequia que desvía el agua del río y la lleva hasta la antepara que la almacena para que posteriormente, mueva las turbinas que moverán las muelas conectadas a ellas.

### Ferrería de  Esterripa

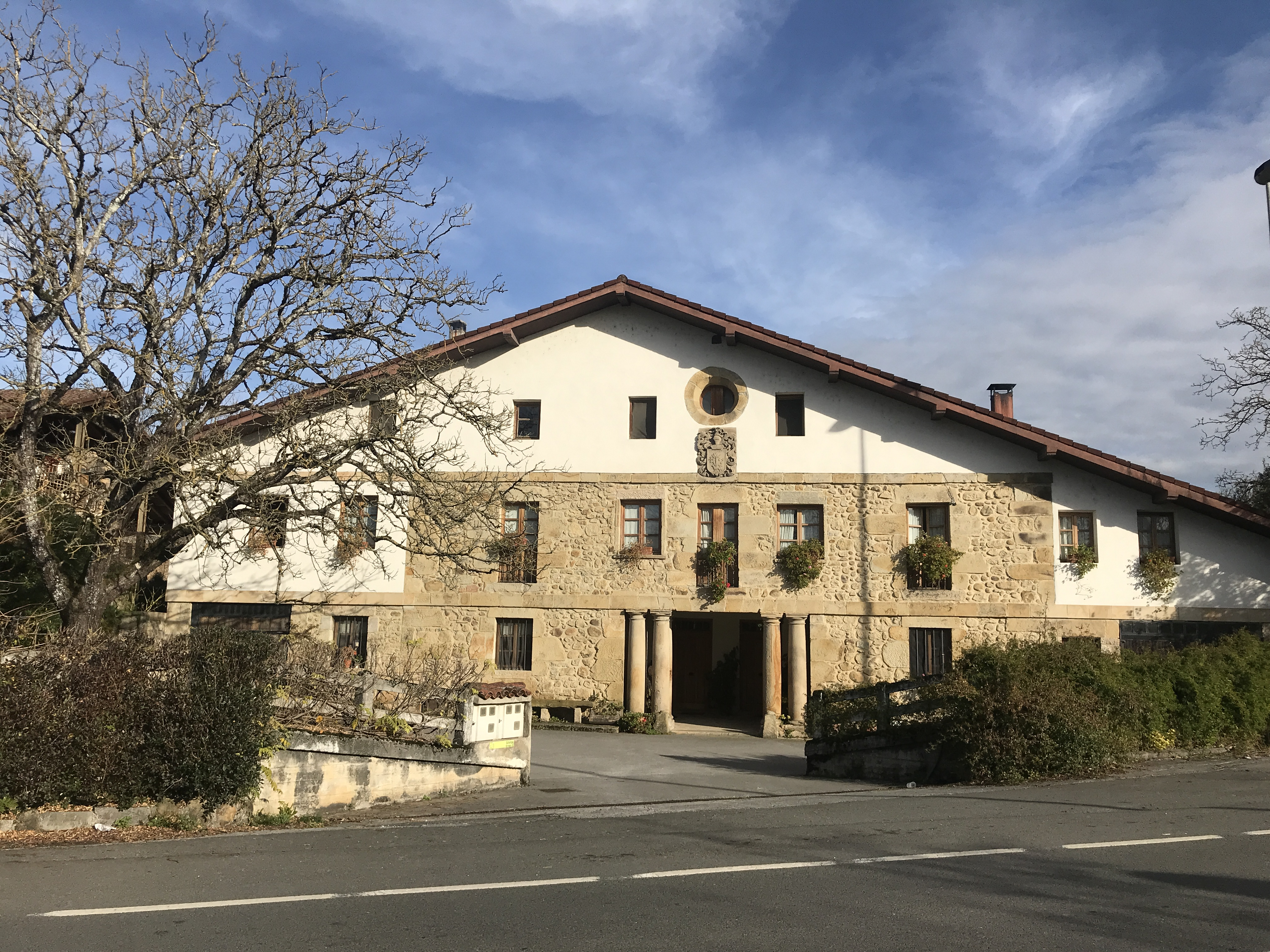
Caserío Ezterripa.

La ferrería Esterripa  o Ezterripa está situada en el barrio de Gerediaga de Abadiño conserva de forma parcial la infraestructura hidráulica y la casa de máquinas, formaba parte de un complejo formado por la ferrería Ezterripaola, el caserío Ezterripa y los anexos Olaoste y Esperrutxikia del cual se mantiene en buen estado la vivienda. 
Se estima que sus orígenes están entre los siglos VII y XVIII. El caserío destaca por su volumen. Es un edificio de tres plantas con tejado a dos aguas que se puede categorizar como "palacete rural". En su fachada principal destaca el portalón formado por seis gruesas columnas, dispuestas en pares, que  flanquean el hueco que da paso al soportal situado en la planta baja. Sobre él, a la altura del tercer piso, que se ubica el escudo heráldico situado bajo un óculo. Está construido en sillería y mampostería enlucida en el piso superior y en los laterales. En el segundo piso se abren varios vanos rectos. La estructura de madera se deja ver en las  carreras y cuartones del alero.  Fue declarada zona de Zonas de Presunción Arqueológica el 5 de mayo de 1997.

### Ferrería y central eléctrica de  Lebario
Situada en el barrio de Lebario de Abadiño, ya en el río Zaldu aunque su presa se ubica en la confluencia de este con el Arrierreka, conserva de forma parcial la infraestructura hidráulica y la casa de máquinas.
Está documentada en el siglo XVI y permaneció en funcionamiento hasta principios del siglo XX. Era una ferrería mayor que producía  hierro en tochos o lingotes para las ferrerías menores, fraguas y herrerías de la zona y para la exportación a los mercados europeos y coloniales.
Mediante la fuerza del agua movía el martillo ferrón o martinete y los sistemas de a alimentación de aire al horno que estaban formados por  dos barquines, cajones de madera con émbolos o «txinboak», que se movían alternativamente accionados por una rueda hidráulica independiente de la del martillo.
Ambrosio Sarrionandia Garro y Pedro Santisteban Zubizarreta, fundadores de la Ferretera Vizcaína S.A., compraron las instalaciones a principios de los años 1920, ambos habían trabajado en ellas desde 1894 haciendo sartenes y artículos de ferretería, y la mantuvieron activa hasta 1923. En 1928 se convirtió en central hidroeléctrica hasta su cierre en 1949. En 1928 la Asociación de Ingenieros Industriales de Bilbao abre una suscripción popular para la compra de la ferrería y ofrecerla a la Diputación Foral de Vizcaya.
- Nuestra visita a la ferrería de Lebario (Abadiano) Revista DYNA, nº30 de junio de 1928.

### Otras instalaciones
Aparte de estos hay otros menores como; el molino de Bekoetxea, enumerado en 1704 propiedad entonces de Manuela Goicolea; el molino de Oar, también nombrado en 1704 y cuyo propietario era José de Loisate y el molino de Iturpe propiedad de Juan de Lupiola en 1704.